# Nymphaea colorata
Nymphaea colorata là một loài hoa súng có nguồn gốc ở vùng nhiệt đới Đông Phi. Nó được miêu tả lần đầu tiên bởi A. Peter vào năm 1928.

## Đặc điểm
Nymphaea colorata là một loài hoa nở ngày và không đẻ nhánh trên thân. Hoa của nó có màu từ xanh đậm đến tím và bao gồm 4-5 lá đài và 13-15 cánh hoa. Hình dạng giống như cái cốc với đường kính 11–14 cm. Lá tròn có màu xanh ở mặt trên và mặt dưới màu xanh tím. Kích thước của lá là khoảng 20–23 cm và cây có độ bao phủ từ 0.9 đến 1.8 m.

## Sử dụng
Nymphaea colorata  thường được sử dụng làm hoa trang trí và nó có lợi thế là có thời gian nở hoa dài. Ngoài ra, nó thậm chí còn ra hoa khi nhiệt độ giảm xuống 18 °C. Nó được sử dụng để tạo ra một số giống cây trồng và cây lai.